# 大阪市立高見小学校
大阪市立高見小学校（おおさかしりつ たかみ しょうがっこう）は、大阪府大阪市此花区高見1丁目にある公立小学校。

## 概要
此花区北東部の住宅地を校区としている。校区内には大規模団地が立地している。
1925年3月31日に旧西成郡稗島村の学校として（ただし稗島村は翌4月1日に大阪市に編入された）、稗島尋常高等小学校（現在の大阪市立姫島小学校）から分離開校した。
太平洋戦争の戦災で校舎と校区に被害が出たことに伴い、終戦直後に一旦休校となったが、地域の復興に伴って1958年に再開校している。

## 沿革

### 略歴
西成郡稗島村はほぼ現在の西淀川区姫島と此花区高見に相当し、当時の稗島村の児童は稗島尋常高等小学校（現在の大阪市立姫島小学校）へ通学していた。新淀川の開削工事のため稗島村は南北に分断され、現在の高見地区からは渡し船を利用して稗島小学校に通学していた。
地域が工業地帯化したことに伴う稗島小学校の児童数増加のため、1922年に現在の高見地区に分校ができ、低学年児童が通学した。1925年には校区を分離し、稗島第二尋常小学校として独立開校した。
直後の1925年6月には大阪市西淀川尋常小学校と改称した。1941年の国民学校令により国民学校へ改編されることになったことを機に、所在地の地名（1928年西淀川区高見町、1943年此花区に編入）をとった大阪市高見国民学校へと改称した。
太平洋戦争の戦局激化のため、1944年には愛媛県へ集団疎開を実施した。さらに1945年には滋賀県へ第二次集団疎開を実施している。
1945年6月15日と6月26日の大阪大空襲で校舎が全焼した。終戦直後の1946年3月には休校措置となり、大阪市伝法国民学校（1947年大阪市立伝法小学校）へ統合された。
戦災からの復興に伴い学校再開を求める地域の声が高まり、1956年に伝法小学校分校として復興した。1958年4月1日付で伝法小学校より独立し、大阪市立高見小学校として再開校している。
地域は明治時代中期以降工業地帯だったが、昭和中期には工場の撤退が相次ぎ、再開発計画として1985年以降住宅団地の整備計画が実施された。これに伴い学校は1988年、住宅団地・高見フローラルタウン内に移転することになった。
旧校舎跡地は、大阪市立此花中学校の拡張用地として転用されている。

### 年表
- 1925年[1]
  - 3月31日 - 稗島第二尋常小学校として開校。
  - 6月12日 - 大阪市西淀川尋常小学校に改称。
  - 6月15日 - 校舎が竣工。この日を創立記念日とする。
- 1941年4月1日 - 国民学校令により、大阪市高見国民学校と改称。
- 1945年6月 - 空襲で校舎全焼。
- 1946年4月1日 - 戦災被害により休校。伝法国民学校（大阪市立伝法小学校）へ統合。
- 1956年 - 大阪市立伝法小学校分校として復興。（現大阪市立此花中学校運動場付近）
- 1958年 - 大阪市立高見小学校として独立再開校。伝法小学校から分離。
- 1988年 - 現在地に移転。
- 2008年6月 - 再開50周年記念式典の挙行。

## 通学区域
- 大阪市此花区[2]
  - 高見（2丁目の一部を除くほぼ全域）

卒業生は大阪市立此花中学校へ進学する。

## 交通
- 阪神なんば線 千鳥橋駅 北へ約800m。
- 阪神なんば線 伝法駅 東へ約1km。
- 阪神本線 淀川駅 南西へ約1km。
- 大阪シティバス「高見小学校前」バス停